# Leuctra subalpina
Leuctra subalpina är en bäcksländeart som beskrevs av Vinçon, C. Ravizza och Aubert 1995. Leuctra subalpina ingår i släktet Leuctra och familjen smalbäcksländor. Inga underarter finns listade i Catalogue of Life.